# Lemon Incest
Lemon Incest è un singolo del cantautore francese Serge Gainsbourg con la figlia Charlotte Gainsbourg, pubblicato nel 1985 come estratto dall'album Love on the Beat.
Il singolo è stato oggetto di polemiche a causa delle tematiche trattate, incesto e pedofilia, ma ha riscosso comunque un buon successo raggiungendo la seconda posizione in classifica in Francia.

## Descrizione

### Registrazione
Il brano musicale Lemon Incest (in inglese Incesto al limone) è stato scritto ed eseguito da Serge Gainsbourg in duetto con la figlia Charlotte Gainsbourg, all'epoca tredicenne; venne inciso nel 1984. La melodia del pezzo si basa sullo Studio op. 10 n. 3 in Mi maggiore di Frédéric Chopin. I cori di sottofondo sono opera della The Simms Brothers Band.

### Videoclip
Il videoclip musicale della canzone mostra Gainsbourg, a torso nudo e in jeans, e Charlotte, in camicia e mutandine, stesi insieme su un letto matrimoniale.

### Accoglienza
In Francia il singolo entrò in classifica alla posizione numero 7 il 26 ottobre 1985. Salì alla numero 6 per due settimane, quindi raggiunse la numero 2 restandoci per quattro settimane consecutive.

## Controversie
La canzone suscitò scandalo e polemiche venendo accusata di esaltare la pedofilia e le relazioni incestuose tra padre e figlia. La tredicenne Charlotte canta frasi ambigue che sembrano riferirsi a un impossibile amore fisico tra un adulto e la sua figlia bambina. In aggiunta, la relazione di parentela tra i due interpreti è la stessa dei protagonisti della canzone, cosa che portò a sospetti di riferimenti di natura autobiografica nella canzone. Serge Gainsbourg smentì decisamente queste voci nei media. In un'intervista del 2010, Charlotte difese la memoria del padre e la sua decisione di incidere la controversa traccia, dichiarando che fu una semplice "provocazione".

## Tracce
7"
1. Lemon Incest
2. Hmm Hmm Hmm

CD maxi
1. Lemon Incest
2. Hmm Hmm Hmm
3. Lemon Incest (video)

CD single
1. Lemon Incest – 5:12
2. Hey Man Amen (Live Zénith 1988) di Serge Gainsbourg – 4:04

## Riferimenti in altri media
- Lemon Incest è stato inserito nella colonna sonora del film Genova - Un luogo per ricominciare del 2008.[3]